# Håkan Andræ

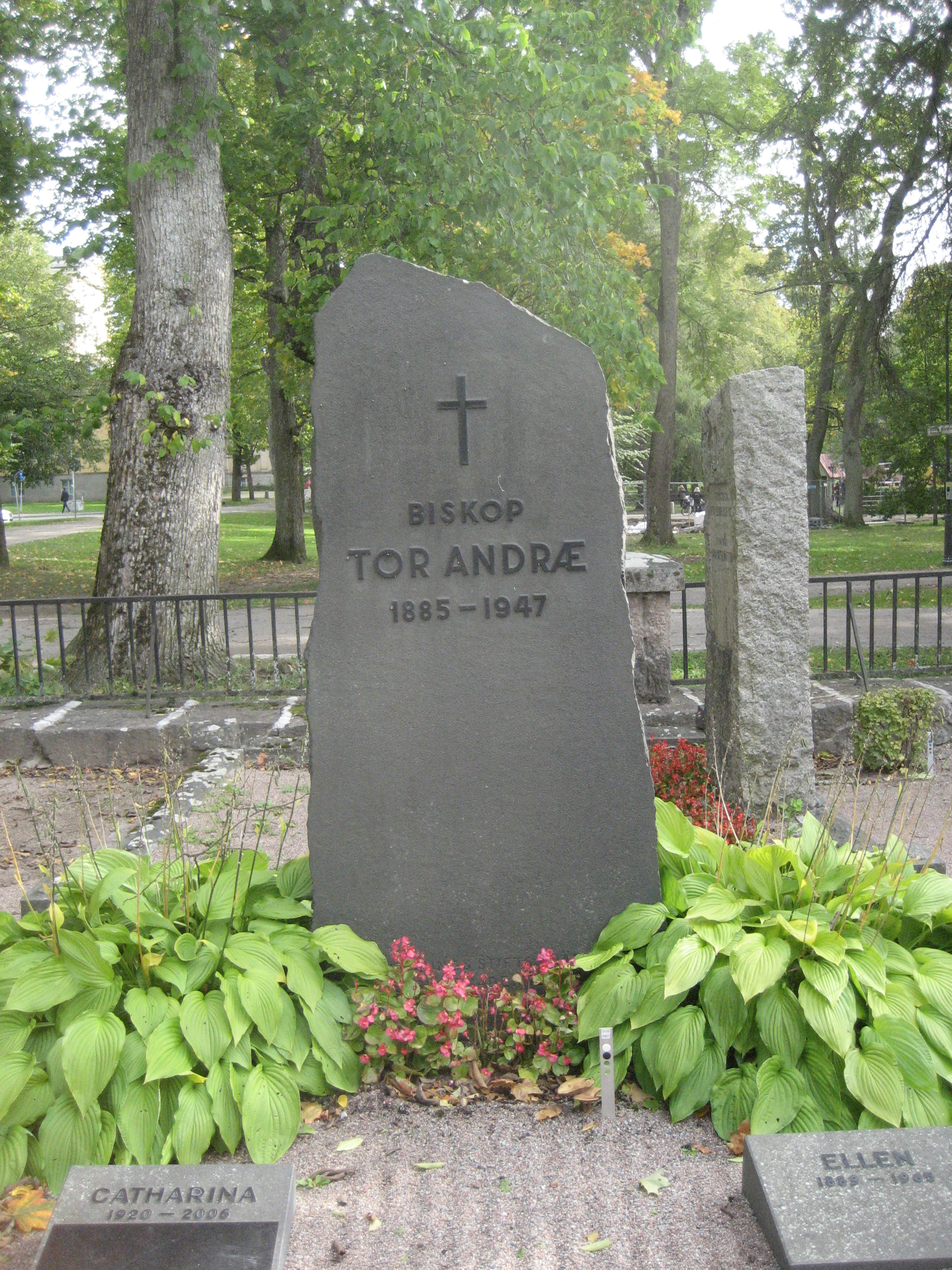
grav i Uppsala

Håkan Andræ, född 22 juli 1914 i Delsbo församling i Gävleborgs län, död 19 september 2014 i Uppsala, var en svensk militär.
Håkan Andræ var son till biskop Tor Andræ och Ellen Gustafson samt äldre bror till Carl Göran Andræ. Efter studentexamen i Uppsala 1933 och officersexamen 1936 blev han fänrik vid Upplands regemente (I 8) 1936, löjtnant 1938 och kapten 1944. Han studerade vid Krigshögskolan 1944–1946, blev major vid Värmlands regemente (I 2) 1955, Livregementets grenadjärer (I 3) 1959, överstelöjtnant 1961. Håkan Andræ var avdelningschef vid Arméns underofficersskola (AUS) 1941–1943, kadettofficer vid Krigsskolan (KS) 1946–1949, kapten vid Arméstaben 1952–1955, inskrivningschef för Inskrivningsområde 3 från 1959. Han var sedan överstelöjtnant vid Värnpliktsverket fram till pensioneringen 1974.
Han var ordförande i Värmlands körförbund 1958–1959. Han var riddare av Svärdsorden (RSO).
Håkan Andræ gifte sig 1940 med Catharina Löfgreen (1920–2006), dotter till godsägaren Helmer Löfgreen och Elsa Swartz. De fick sönerna Göran (född 1943) och Claes (född 1947).
Håkan Andræ är begravd på Uppsala gamla kyrkogård.